# Getto Baron Hirsch
Das Baron-Hirsch Ghetto (auch Lager Baron Hirsch) war ein Ghetto (auch Getto) und deutsches Durchgangslager in der griechischen Stadt Thessaloniki. Es diente als Konzentrations- und Vorbereitungsort der Deportation der griechischen Juden ins KZ Auschwitz-Birkenau. Eingerichtet wurde das Ghetto auf Befehl von Alois Brunner und Dieter Wisliceny, die im Auftrag von Adolf Eichmann die „Endlösung der Judenfrage“ in Thessaloniki in die Tat umsetzten.

## Geschichte
Im Februar 1943, ungefähr zwei Jahre nach der Invasion der deutschen Kräfte in der Stadt, wurde damit begonnen die jüdische Bevölkerung in ein westliches und ein östliches Ghetto zu konzentrieren – im Baron de Hirsch Viertel. Das Viertel befand sich nahe dem alten Bahnhof Thessalonikis, um so einen Weitertransport zu vereinfachen. Am 4. März 1943 wurde das Gebiet vollständig umzäunt.
Die Deportationen aus Thessaloniki vom Bahnhof in der Nähe des Baron Hirsch Ghettos nach Auschwitz hielten fünf Monate an. Die Deportationszüge fuhren fast jeden Tag und in das Baron Hirsch Getto wurden nach jeder Deportation neue Jüdinnen und Juden gebracht. Auch Jüdinnen und Juden aus anderen Gemeinden, aus Thrakien und Makedonien, wurden in die Transporte aus Thessaloniki eingeschlossen. Für den ersten Transport wurden 2.800 Jüdinnen und Juden in 40 Viehwaggons (ca. 70 bis 80 Personen pro Waggon) gepfercht. Der erste Zug mit den thessalonischen Juden, hauptsächlich Bewohner des Baron Hirsch-Viertels, fuhr am 15. März 1943 ab und erreichte Auschwitz am 20. desselben Monats. Von den 2.800 Deportierten wurden 2.191 sofort nach ihrer Ankunft in den Gaskammern ermordet.
Als eine ihrer ersten Aktionen plünderten die Nazis 1941 mit ihrem „Kommando Rosenberg“ alle jüdischen Bibliotheken und Archive der Stadt und entführten das Material nach Deutschland. Wie schon in anderen jüdischen Gemeinden Europas nahmen die Deutschen das Personal der Gemeinde gefangen, sperrten es ein, schlossen die Gemeindebüros und beschlagnahmten die Gemeindearchive. Bis heute sind diese nicht in die Gemeinde zurückgebracht worden. Wie auch in anderen jüdischen Gemeinden wollten die Deutschen die Archive benutzen, um Informationen zu den Finanzen der Gemeinde und ihrer Mitglieder zu sammeln. Gleichzeitig wollten sie damit die Dokumente unter Kontrolle haben, mittels derer sie der Plünderung des jüdischen Besitzes hätten bezichtigt werden können.
Am 15. März 1943 mussten sich die Bewohner des Gettos um 11 Uhr versammeln. Jeder Familie wurde ein Scheck in Höhe von 600 Zloty zugeteilt. Wenig später verließ der erste Deportationszug Thessaloniki in Richtung Auschwitz.
Am 30. April wurden mehr als 380 Jüdinnen und Juden aus der Florina ins Getto gebracht und dort eingeschlossen. Tags darauf folgten weitere 660 aus der westmakedonischen Stadt Veria. Wenige Tage später kamen 970 weitere Gefangene aus den thrakischen Ortschaften Didymoteichon, 160 aus Nea Orestiada und 32 aus Soufli hinzu, welche am 9. Mai nach Auschwitz abtransportiert wurden. Das Hirsch-Getto wurde in schneller Folge entleert und mit den Bewohnern der übrigen Gettobezirke wieder gefüllt.
In Auschwitz kamen deutschen Aufzeichnungen nach 48.533 Jüdinnen und Juden aus Griechenland an. Zusätzlich wurden weitere Züge nach Treblinka geschickt. Eine große Anzahl wurde direkt in Gaskammern geschickt. Das Leben der griechischen Jüdinnen und Juden unterschied sich aufgrund verschiedener Tatsachen von diesem der anderen Gefangenen. Es gab sowohl sprachliche Unterschiede, da die meisten Gefangenen aus Ost- und Mitteleuropa stammten und Deutsch, Jiddisch oder Polnisch sprachen, während die Griechen Ladino oder Griechisch beherrschten. Auch waren die klimatischen Bedingungen für die griechischen Juden ungewohnt. Auch hatten viele griechische Juden und Jüdinnen bereits bei der Ankunft Verwandte verloren, was die Umstände noch schwieriger gestaltete.
Von den 80.000 jüdischen Einwohnern Griechenlands vor dem Zweiten Weltkrieg überlebten ungefähr 10.000 den Holocaust. In Thessaloniki lebten nach 1945 noch ungefähr 2000 Jüdinnen und Juden, die zum Teil die Stadt jedoch in Richtung Ausland verließen.